# Metrobud Kijów
Metrobud Kijów (ukr. Футбольний клуб «Метробуд» Київ, Futbolnyj Kłub "Metrobud" Kyjiw) – ukraiński klub piłki nożnej plażowej, mający siedzibę w mieście Kijów.

## Historia
Chronologia nazw:
- 200?: Metrobud Kijów (ukr. «Метробуд» Київ)

Klub piłkarski Metrobud został założony w Kijowie i reprezentował firmę budowlaną Metrobud. W 2008 debiutował w Wyższej lidze Beach Soccera, zdobywając brązowe medale mistrzostw Ukrainy Beach Soccera. W 2011 ponownie został brązowym medalistą.

## Sukcesy

### Trofea międzynarodowe
Nie uczestniczył w rozgrywkach europejskich (stan na 31-05-2018).

### Trofea krajowe
| \| \| Zdobyte trofea w rozgrywkach Ukrainy (stan na: 31-05-2018) \| |                                                            |      |            |
| Rozgrywki                                                           | Osiągnięcie                                                | Razy | Sezon(y)   |
| · Mistrzostwo                                                       | I miejsce                                                  | 0    |            |
| · Mistrzostwo                                                       | II miejsce                                                 | 0    |            |
| · Mistrzostwo                                                       | III miejsce                                                | 2    | 2008, 2011 |
| Puchar                                                              | zdobywca                                                   | 0    |            |
| Puchar                                                              | finalista                                                  | 0    |            |
| II liga                                                             | I miejsce                                                  | 0    |            |
| II liga                                                             | II miejsce                                                 | 0    |            |
| II liga                                                             | III miejsce                                                | 0    |            |
| Ukraina                                                             | Zdobyte trofea w rozgrywkach Ukrainy (stan na: 31-05-2018) |      |            |